# Casa Ponsà
La Casa Ponsà és un edifici eclèctic de Sabadell (Vallès Occidental) protegit com a bé cultural d'interès local. És la seu de l'Arxiu Històric de Sabadell. Està situat al carrer de la Indústria, 32 i és obra de Gabriel Borrell, de l'any 1891.

## Descripció
Es tracta d'un casal cantoner que presenta soterrani, planta baixa, pis i golfes. Està format per un cos central i dos cossos laterals acabats en torres quadrades. El casal tenia al costat un espaiós jardí ja desaparegut. La façana, estucada i amb aplacat de pedra a les arestes, està ornada amb elements neogòtics i presidida per una balconada. L'interior és luxós i hi destaquen els enteixinats de les cambres al·lusives a les virtuts. És un edifici de planta baixa, pis i golfes, amb façana als carrers de la Indústria i de la Concepció, annexat al qual es disposa un cos de planta baixa amb façana al carrer de la Concepció.

## Història
El casal el va fer construir l'any 1891 el fabricant i comerciant Francesc de Paula Ponsà i Cantí (Sant Andreu de Palomar, 1850 - Puigcerdà, 1901). El 1901, quan Ponsà es va morir, la família s'establí al poble de Sarrià i deixà la residència sabadellenca com a casa d'estiueig i com a seu de la Banca Ponsà i Valls (fins que va fer fallida l'any 1920). Avui, llevat de la façana i dels sostres pintats, no queden més elements de la casa originària. No hi ha, per exemple, les pintures d'Antoni Estruc –artista protegit de la família Ponsà– que decoraven l'escala principal de l'edifici o bé el magnífic pati que envoltava bona part de la finca dibuixant una L.
El 13 d'agost de 1936, el Ple de l'Ajuntament acordà de confiscar la casa Ponsà. Durant els tres anys següents, l'edifici es destinà a diversos usos. En primer lloc, allotjà l'Escola de Formació de la Llar. Més tard, a partir de desembre del 1937, fou habilitada com a hospital militar. Finalment, es va fer servir com a jutjat i presó militars. Acabada la Guerra, la casa tornà a mans de la família Ponsà, que la llogà a diverses raons socials per tal d'hostatjar-hi les seves empreses (cal Casas i cal Monràs).
El 1980 l'Ajuntament comprà la casa –de 2.000 m²– per allotjar-hi l'arxiu municipal. Les darreres intervencions sobre l'edifici i les instal·lacions es van produir entre els anys 2000 i 2006, en què es van restaurar part dels sostres pintats, es van decapar i recuperar totes les fusteries exteriors, es van pintar les dependències i també es va canviar tota la il·luminació interior.